# Thom Beers
Thom Beers, né le 20 juin 1952 à Batavia, est un producteur de télévision américain, et dans une moindre mesure narrateur dans différentes émissions et documentaires. Il est à l'origine de plus d'une quarantaine d'émissions de télévision américaines depuis le milieu des années 1990, la plupart d'entre elles étant produites par sa propre maison de production, Original Productions. Il est aussi actuellement président-directeur général de FremantleMedia North America.

## Carrière
Beers a produit quelques-unes des émissions-phare des chaînes de télévision du réseau Discovery Channel, dont Péril en haute mer (pour laquelle il fut nommé aux Emmy Awards en 2006 et 2007), Lobster Wars, Monster Garage, Monster House, et Plastic Surgery: Before and After. 
Il prête également sa voix pour des émissions et documentaires. On peut entendre sa voix sur des émissions de Discovery Channel telles que dont Pêcheurs de l'extrême et Verminators.

## Vie privée
Beers est marié à Leslie Beers.

## Production/narrateur
- Péril en haute mer
- Lobster Wars
- Monster Garage
- Monster House
- Plastic Surgery: Before and After.
- Storage Wars : Enchères surprises En France, l'émission est diffusée depuis le 3 janvier 2015 sur 6ter[2].
- Storage Wars : Texas diffusé depuis le 6 décembre 2011, En France, la série est diffusée depuis le 20 juin 2015 sur 6ter[3].
- Storage Wars : Enchères à New York diffusé depuis le 1er janvier 2013, En France, la série est diffusée sous le nom de  depuis le 21 avril 2015 sur D17[4].
- Storage Wars : Adjugé, vendu diffusé depuis 2013, En France, la série est diffusée depuis le 21 avril 2015 sur RMC Découverte[5].

## Narrateur
- Pêcheurs de l'extrême
- Verminators

## Récompenses
- Primetime Emmy Award de la meilleure série documentaire